# Ashley Harkleroad
Ashley Harkleroad (Rossville, 2 de maio de 1985) é uma ex-tenista profissional estadunidense.
Em 25 de maio de 2008, após ser eliminada no torneio de Roland-Garros pela Serena Williams, Harkleroad posou para uma sessão de fotos para a Playboy, que foi publicada na edição de agosto. Ela disse a si próprio particularmente satisfeita por ser a primeira tenista a posar para uma revista masculina.